# Parkdale, Missouri
Parkdale är en ort (village) i Jefferson County i Missouri. Vid 2010 års folkräkning hade Parkdale 170 invånare.